# Don national suisse pour nos soldats et leurs familles
Pour les articles homonymes, voir Don suisse.
Le Don national suisse pour nos soldats et leurs familles (DNS) (allemand Schweizerische Nationalspende für unsere Soldaten und ihre Familien) est une fondation privée, suisse, créée en 1919 et ayant pour but de soutenir les militaires suisses et leurs familles, sur les plans matériel et moral. Le Don national est placé sous la surveillance du Département de la défense.

## Histoire

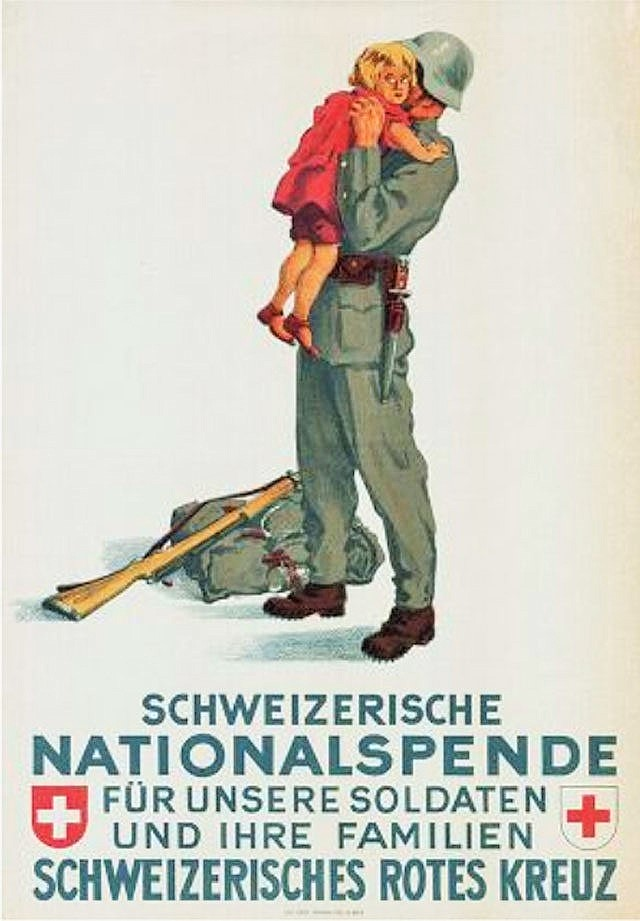
Carte postale de soutien au Don national suisse.

À la fin de la Première Guerre mondiale, en 1918, une « division des œuvres sociales » (devenue le Service social de l'armée) a été créée pour coordonner l'aide apportée aux militaires. Une collecte a eu lieu déjà en 1918 et c'est le solde non utilisé de cette première campagne nationale (8 millions de francs) qui a permis la création du Don national suisse en janvier 1919.
Par la suite des dons et des collectes ont alimenté ce fonds. À partir de 1944, il n'y a plus eu de collectes publiques.
Pendant la Seconde Guerre mondiale, le groupe de jazz neuchâtelois « The New Hot Players » anime des galas de bienfaisance en faveur du Don national. Un court-métrage de Charles Blanc-Gatti diffusé en 1940 et intitulé « Scènes de notre histoire », a été financé par le Don national et la Croix-Rouge. En 1941, le film de Franz Schnyder La petite Gilberte... contant l'histoire de Gilberte de Courgenay durant la Première Guerre mondiale bénéficie du patronage du Don national, en échange d'une part des gains pour un montant de 200 000 francs.
Dans le cadre des réformes « Armée 95 » et « DMF 95 », le Don national est détaché du Service social de l'armée.
Dans les années 1990, les bénéficiaires sont chaque année au nombre de 5 500 à 6 000. Le Service social de l'armée est financé environ pour un cinquième par le Don national suisse (500 000 francs en 2006),.
La fortune du Don national s'élevait en 1943 à 14,2 millions de francs. Depuis la dernière collecte de 1944, les apports sont des ventes de terrains, les gains en capital réalisés à partir de titres et l'apport de legs. Le capital propre se monte à 56,7 millions de francs fin 2002.

## Polémique
En 2004, le Don national a contribué à hauteur de 600 000 francs à la fête célébrant le passage de « Armée 95 » à « Armée XXI ». Le conseiller national Hans Widmer a déposé une interpellation à ce sujet, évoquant les soupçons que la fondation utiliserait ses fonds de manière contraire à la volonté des donateurs.
Le Don national soutient financièrement la revue Notre armée de milice (35 000 francs annuellement) et a fait un versement de 250 000 francs à la revue indépendante gratuite Schweizer Soldat (de). Le conseiller national Theophil Pfister a déposé en 2008 une interpellation à ce sujet, demandant si ces soutiens étaient en accord avec les buts statutaires de la fondation Don national suisse. Le Conseil fédéral a répondu que « les statuts prévoient le soutien à des institutions qui se préoccupent du bien de l'armée ou des militaires en général ».